# Diplomas de Español como Lengua Extranjera
La certificazione linguistica Diplomas de Español como Lengua Extranjera (DELE), istituita nel 1988, attesta il grado di conoscenza e di dominio dello spagnolo come lingua straniera.
L'Istituto Cervantes eroga questo titolo per il Ministero spagnolo dell'Educazione, Cultura e Sport (Ministerio de Educación, Cultura y Deporte de España).
L'Università di Salamanca contribuisce elaborando e testando i contenuti degli esami (evaluación).
Le prove si svolgono periodicamente nei Centri d'esame selezionati dall'Istituto Cervantes.

## Candidati
Il diploma è diretto principalmente a cittadini di Paesi che non abbiano lo spagnolo come lingua ufficiale.
Anche i cittadini di Paesi latinoamericani di lingua spagnola possono sostenere gli esami sempre che abbiano almeno due dei seguenti requisiti:
- Lo spagnolo non è la lingua madre di nessuno dei genitori.
- Lo spagnolo non è la prima lingua che hanno appreso.
- Non utilizzano abitualmente lo spagnolo.
- Non hanno effettuato parte della loro istruzione primaria o secondaria in spagnolo.

## Livelli
Nell'anno 2002, il Decreto Reale 1137/2002 stabilisce i seguenti livelli per il Diploma di Spagnolo come Lingua Straniera:
- Diploma de Español (Nivel Inicial): è equivalente al precedente "Certificado Inicial de Español" ed è equiparabile al livello B1 del Quadro Comune di Riferimento Europeo.
- Diploma de Español (Nivel Intermedio):  equivalente al precedente  "Diploma Básico de Español" ed è equiparabile al livello B2 del Quadro Comune di Riferimento Europeo.
- Diploma de Español (Nivel Superior): è equivalente al precedente "Diploma Superior de Español", ed è equiparabile al livello C2 del Quadro Comune di Riferimento Europeo.

Nell'anno 2008, il Decreto Reale 264/2008 (in parziale modifica del Decreto Reale 1137/2002), prevede sei nuovi livelli che verranno introdotti gradualmente, per armonizzare il DELE alle direttive del Quadro Comune di Riferimento Europeo:
- Diploma de Español Nivel A1: disponibile da maggio 2009 ed equiparabile al livello A1 del Quadro Comune di Riferimento Europeo.
- Diploma de Español Nivel A2: equiparabile al livello A2 del Quadro Comune di Riferimento Europeo.
- Diploma de Español Nivel B1: disponibile da agosto 2013 ed equiparabile al livello B1 del Quadro Comune di Riferimento Europeo.
- Diploma de Español Nivel B2: disponibile da agosto 2013 ed equiparabile al livello B2 del Quadro Comune di Riferimento Europeo.
- Diploma de Español Nivel C1: equiparabile al livello C1 del Quadro Comune di Riferimento Europeo.
- Diploma de Español Nivel C2: equiparabile al livello C2 del Quadro Comune di Riferimento Europeo.

## Struttura degli esami fino al 2008
L'esame di ciascun livello consisteva di cinque prove, ciascuna delle quali doveva essere superata per ottenere il diploma.
Per il superamento della prova, occorreva raggiungere almeno il 70% dei punti a disposizione.

### Nivel inicial
| Prova                | Durata    | Struttura |
| -------------------- | --------- | --- |
| Comprensione scritta | 40 minuti | 1. Verranno fatte domande a scelta multipla riguardanti testi informativi. 2. Verranno fatte domande riguardanti un testo: i candidati dovranno selezionare le informazioni pertinenti al testo stesso. |
| Produzione scritta   | 50 minuti | Redazione di un breve e semplice testo di carattere pratico, come ad esempio note o promemoria. |
| Comprensione orale   | 30 minuti | La prova è formata da quattro test: il candidato dovrà rispondere dopo aver ascoltato conversazioni o informazioni registrate. |
| Grammatica e lessico | 40 minuti | 1. Verranno presentate una serie di frasi che il candidato dovrà mettere in relazione con le situazioni corrispondenti. 2. Verranno presentate una serie di frasi e il candidato dovrà eliminare quelle non adeguate al contesto. 3. Verrà presentato un testo incompleto che il candidato dovrà completare a partire da una serie di opzioni. |
| Produzione orale     | 10 minuti | Il candidato dovrà sostenere una conversazione con la commissione esaminatrice sugli aspetti basilari della vita quotidiana. La prova è costituita da quattro parti alle quali vanno aggiunti il Momento di preparazione, il Saluto ed il Commiato del candidato: 1. Momento di preparazione: si propone al candidato il materiale grafico e scritto riguardante le prove 2 e 3 in modo che possa prenderne visione e, se lo ritiene necessario, possa prendere appunti (che potrà consultare durante l'esame) sugli aspetti delle prove che egli ritiene rilevanti. 2. Saluto: la commissione domanda al candidato se durante la prova preferisce utilizzare il "tú" (approccio informale) o l'"usted" (approccio formale) e per stabilire per un primo contatto formulerà cinque domande sull'identità del candidato, ad esempio sulle motivazioni che lo hanno portato a studiare la lingua ecc. In ogni caso queste domande non entreranno a far parte della valutazione. 3. Parte I: consiste in un dialogo tra la commissione e il candidato, nel quale verranno fatte cinque o sei domande che potranno riguardare la sua famiglia, i suoi affetti, l'attività lavorativa, ecc. 4. Parte II: il candidato dovrà svolgere il compito che è stato proposto nel materiale fornito nel Momento di preparazione. 5. Parte III: il candidato dovrà raccontare una storia che si riferisca al materiale grafico che è stato proposto nel Momento di preparazione. 6. Parte IV: la commissione domanda al candidato le sue opinioni, i suoi gusti e le sue preferenze sul tema della storia raccontata nella parte precedente. 7. Commiato: La commissione saluta il candidato. |

### Nivel intermedio
| Prova                | Durata       | Struttura |
| -------------------- | ------------ | --- |
| Comprensione scritta | 60 minuti    | Vengono proposti quattro testi di lunghezza non superiore a 450 parole e 12 domande a scelta multipla riguardanti i testi, alle quali il candidato dovrà rispondere entro il tempo previsto. |
| Produzione scritta   | 60 minuti    | Redazione di una lettera personale e di una composizione, ciascuna di estensione tra le 150 e le 200 parole. |
| Comprensione orale   | 30 minuti    | La prova consiste in 12 domande a scelta multipla riguardanti quattro registrazioni audio, che potranno essere avvisi, notizie, conversazioni o interviste. |
| Grammatica e lessico | 60 minuti    | 1. Viene presentato un testo con venti spazi bianchi che dovranno essere riempiti dal candidato scegliendo per ognuno una delle tre opzioni che gli verranno proposte. 2. Vengono presentati 40 brevi dialoghi ciascuno con uno spazio bianco che il candidato dovrà riempire a partire dalle opzioni che gli verranno proposte. |
| Produzione orale     | 10-15 minuti | Il candidato dovrà sostenere una conversazione con la commissione esaminatrice sugli aspetti riguardanti la vita quotidiana che non richiedano un uso specialistico della lingua. La prova è costituita da tre parti alle quali vanno aggiunti il Momento di preparazione, il Saluto ed il Commiato del candidato: 1. Momento di preparazione: si propone al candidato il materiale necessario per la "Parte II" in modo che possa prenderne visione e, se lo ritiene necessario, possa prendere appunti (che potrà consultare durante l'esame) sugli aspetti della prova che egli ritiene rilevanti. 2. Saluto: la commissione domanda al candidato se durante la prova preferisce utilizzare il "tú" (approccio informale) o l'"usted" (approccio formale) e per stabilire un primo contatto formulerà due o tre domande che non entreranno però a far parte della valutazione. 3. Parte I: si propone al candidato una pagina con due storie a fumetti formate ciascuna da quattro vignette, chiedendogli di sceglierne una. Il candidato dovrà descrivere ciò che accade nelle prime tre vignette della storia scelta, e una volta arrivato alla quarta, dovrà impersonare il ruolo del personaggio indicatogli dalla commissione oppure dovrà rispondere alle domande della commissione come se fosse il personaggio nella medesima situazione presentata nella storia. 4. Parte II: il candidato sceglie un tema a partire da tre temi proposti e lo espone alla commissione basandosi anche sugli appunti che ha preso nel Momento di preparazione. 5. Parte III: Il candidato sostiene una conversazione con la commissione. 6. Commiato: La commissione si commiata dal candidato. |

### Nivel superior
| Prova                | Durata       | Struttura |
| -------------------- | ------------ | --- |
| Comprensione scritta | 60 minuti    | 1. Vengono proposti tre testi di lunghezza non superiore a 800 parole e 9 domande a scelta multipla riguardanti i testi, alle quali il candidato dovrà rispondere entro il tempo previsto. 2. Il candidato dovrà collegare tra di loro un massimo di dieci frammenti di testo. |
| Produzione scritta   | 60 minuti    | 1. Scrittura di una lettera tra le 150 e le 200 parole, che si riferisca ad argomenti che non siano di carattere privato. 2. Scrittura di una composizione tra le 150 e le 200 parole. |
| Comprensione orale   | 45 minuti    | Partendo da tre brani registrati, che consistono in conversazioni o informazioni trasmesse da mezzi di comunicazione, il candidato dovrà rispondere a 16 domande a scelta multipla. |
| Grammatica e lessico | 60 minuti    | 1. Viene presentato un testo con 20 spazi bianchi che il candidato dovrà riempire utilizzando una delle tre opzioni che gli vengono offerte. 2. Il candidato dovrà rispondere a 35 domande a scelta multipla. 3. Il candidato dovrà identificare cinque errori grammaticali in uno o più brevi testi. |
| Produzione orale     | 10-15 minuti | Il candidato dovrà sostenere una conversazione con la commissione esaminatrice su aspetti che richiedano un uso specialistico della lingua. La prova è costituita da tre parti alle quali vanno aggiunti il Saluto ed il Commiato del candidato (non esiste il Momento di preparazione): 1. Saluto: la commissione domanda al candidato se durante la prova preferisce utilizzare il "tú" (approccio informale) o l'"usted" (approccio formale) e per stabilire un primo contatto formulerà due o tre domande che non entreranno però a far parte della valutazione. 2. Parte I: la commissione mostra al candidato due fotografie riguardanti lo stesso tema, affinché egli le descriva e le compari. Di seguito verrà effettuata una breve conversazione sul tema delle fotografie. 3. Parte II: la commissione propone al candidato tre possibili temi, uno dei quali dovrà essere scelto ed esposto. Al contrario del livello intermedio, non esistono domande guida, quindi il candidato dovrà improvvisare l'esposizione. 4. Parte III: la commissione conversa con il candidato dal quale si aspetta che si esprima con chiarezza definendo le sue opinioni con argomentazioni solide e sapendo reagire di fronte ad argomentazioni contrarie. 5. Commiato: La commissione si commiata dal candidato. |

## Struttura degli esami dal 2008
I nuovi esami hanno il design e la struttura aggiornati, sono costituiti da nuove prove e compiti d'esame, sono collegati ai corrispondenti livelli del Quadro Comune di Riferimento Europeo.

### Livello "Acceso" (A1)
L'esame DELE A1 consiste in diverse prove, organizzate in due gruppi:
- Gruppo 1 (alfabetizzazione): Comprensione di lettura (durata 45 minuti), Espressione ed interazione scritta (durata 25 minuti).
- Gruppo 2 (abilità orali): Comprensione auditiva (durata 20 minuti), Espressione ed interazione orale (durata 15 minuti).

### Livello "Plataforma" (A2)
L'esame DELE A2 è composto da diversi test, organizzati in due gruppi:
- Gruppo 1 (alfabetizzazione): Comprensione di lettura (durata 60 minuti), Espressione ed interazione scritta (durata 50 minuti).
- Gruppo 2 (abilità orali): Comprensione auditiva (durata 35 minuti), Espressione ed interazione orale (durata 15 minuti).

È richiesta la valutazione "Apto", in ciascuno dei gruppi di prova nella stessa sessione di esame.

### Livello "Umbral" (B1)
L'esame di livello B1 si compone in quattro parti:
- Gruppo 1

Prova Comprensione di lettura (durata 70 minuti),
Prova di ascolto (durata 40 minuti).
- Gruppo 2

Prova Espressione ed interazione scritta (durata 60 minuti),
Prova Espressione ed interazione orale (durata 15 minuti con 15 minuti di preparazione).

### Livello "Avanzado" (B2)
L'esame di livello B2 compone di quattro parti:
- Gruppo 1

Prova Comprensione di lettura (durata 70 minuti),
Prova di ascolto (durata 40 minuti).
- Gruppo 2

Prova Espressione ed interazione scritta (durata 80 min),
Prova Espressione ed interazione orale (durata 15 minuti con 15 minuti di preparazione).

### Livello "Dominio Operativo Eficaz" (C1)
L'esame DELE C1 consiste in quattro prove, classificate in due gruppi (gruppo 1: Prova 1 e 3, gruppo 2: Prova 2 e 4).
- Prova 1: Comprensione della lettura, Uso della lingua (durata 90 minuti).
- Prova 2: Comprensione auditiva, Uso del linguaggio (durata 50 minuti).
- Prova 3: Competenze integrate. Comprensione auditiva, Espressione ed interazione scritta (durata 80 minuti).
- Prova 4: Competenze integrate. Comprensione della lettura, Espressione ed interazione orale (durata 20 minuti con 20 minuti di preparazione).

### Livello "Maestría" (C2)
L'esame DELE C2 consiste in tre prove:
- Prova 1: Uso del linguaggio, Comprensione di lettura ed auditiva (durata 105 minuti).
- Prova 2: Competenze integrate. Comprensione auditiva e di lettura, Espressione ed interazione scritta (durata 150 minuti).
- Prova 3: Competenze integrate. Comprensione di lettura, Espressione ed interazione orale (durata 20 minuti con 30 minuti di preparazione).

## Corrispondenza con il Quadro Comune di Riferimento Europeo
| Livello QCER | Livello DELE                  |
| ------------ | ----------------------------- |
| A1           | A1 (Acceso)                   |
| A2           | A2 (Plataforma)               |
| B1           | B1 (Umbral)                   |
| B2           | B2 (Avanzado)                 |
| C1           | C1 (Dominio Operativo Eficaz) |
| C2           | C2 (Maestría)                 |